# Elena Lappin

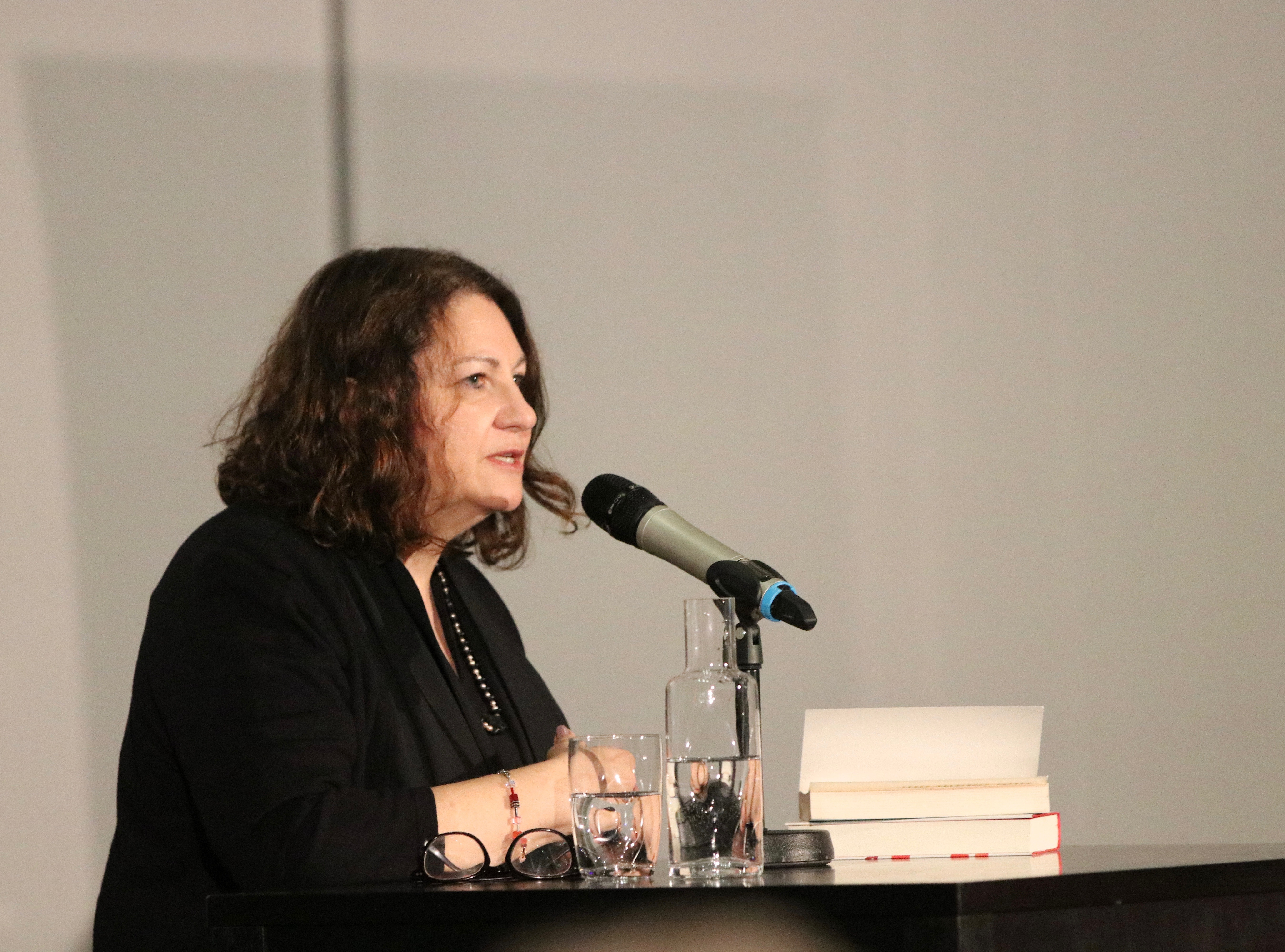
Elena Lappin auf dem forum:autoren des Literaturfests München 2017

Elena Lappin (geboren 1954 in Moskau als Elena Biller, auch Elena Biller-Lappin) ist eine britische Schriftstellerin und Journalistin.

## Leben
Elena Lappin ist eine Tochter von Rada Biller (1930/1931–2019) und eine Halbschwester des deutschen Schriftstellers Maxim Biller. Sie verbrachte ihre Kindheit in Prag und ab 1970 in Hamburg. Später hielt sie sich in Israel, Kanada und den USA auf. Mit ihrer Familie lebt sie in London.
Journalistisch arbeitet sie für verschiedene Zeitungen wie Sunday Times, The Guardian (Kolumne Weekend) und für das Book Review der New York Times. Als Übersetzerin übertrug sie 2007 das Prager Tagebuch 1941–1942 von Petr Ginz vom Tschechischen ins Englische.

## Publikationen
Sie gab mehrere literarische Anthologien heraus. Von 1994 bis 1997 war sie Chefredakteurin des Magazins Jewish Quarterly.
- Daylight in Nightclub Inferno. Czech Fiction from the Post-Kundera Generation. Catbird Press, 1977, ISBN 0-945774-33-8 / ISBN 978-0-945774-33-4 (USA edition).
- Foreign Brides. Farrar Straus & Giroux, 1998, ISBN 0-374-15758-8 / ISBN 978-0-374-15758-6 (USA edition)
  - deutsche Übersetzung von Frank Heibert: Fremde Bräute. Kiepenheuer & Witsch, Köln 1999, ISBN 978-3-462-02840-9.
- The Man With Two Heads
  - deutsche Übersetzung von Maria Buchwald und Monika Bucheli: Der Mann mit zwei Köpfen. Chronos, Zürich 2000, ISBN 3-905313-58-8. (Das Buch hat den Fall Binjamin Wilkomirski zum Thema).
- The nose. Virago, London
  - deutsche Übersetzung von Frank Heibert: Natashas Nase. Kiepenheuer & Witsch, Köln 2001, ISBN 978-3-462-03029-7.
- Tee oder Sex?, Erzählungen. Goldmann, München 2009, ISBN 978-3-442-46727-3.
- What Language Do You Dream In?, Virago Press, London 2012, ISBN 978-1-8440-8577-4.[2]
  - deutsche Übersetzung von Hans-Christian Oeser: In welcher Sprache träume ich?. Geschichte meiner Familie. Kiepenheuer & Witsch, Köln 2017, ISBN 978-3462050455.

Als Übersetzerin
- Chava Pressburger (Hrsg.): The diary of Petr Ginz, 1941–1942. Grove Press, New York 2007

Als Herausgeberin
- Krishna Winston (Übersetzer): Jewish Voices, German Words. Growing Up Jewish in Postwar Germany and Austria. Catbird Press, 1994, ISBN 0-945774-23-0 / ISBN 978-0-945774-23-5 (USA edition)